# Megachile davaonensis
Megachile davaonensis är en biart som beskrevs av Cockerell 1918. Megachile davaonensis ingår i släktet tapetserarbin, och familjen buksamlarbin. Inga underarter finns listade i Catalogue of Life.